# Рославльський район
Рославльський район (рос. Рославльский район) — адміністративна одиниця Смоленської області Російської Федерації.
Адміністративний центр — Рославль.

## Географія
Територіально район межує: на півночі з Єльнінським, на північному заході з Починківським, на заході з Шумяцьким, на південному заході і півдні з Єршицьким районами Смоленської області, на північному сході район межує з Калузькою областю, а на південному сході — з Брянською областю.
Площа — 3031,75 км. Район розташований на Смоленсько-Московській височині.

## Історія
Рославльський повіт вперше створено в 1708. В 1713 по розформуванню Смоленської губернії скасовано. В 1726 відновлено. В існуючому вигляді утворено в 1929 на території колишнього Рославльського повіту Смоленської губернії.

## Адміністративний поділ
До складу району входять одне міське та 21 сільських поселень:
| Муніципальне утворення           | Чисельність населення, ос. | Площа, км² | Адміністративний центр |
| -------------------------------- | -------------------------- | ---------- | ---------------------- |
| Рославльське міське поселення    | 55,894 тис.                | 41,5       | місто Рославль         |
| Астапковицьке сільське поселення | 1,168 тис.                 | 140,75     | село Астапковичи       |
| Богдановське сільське поселення  | 0,451 тис.                 | 66,44      | село Богданово         |
| Волковицьке сільське поселення   | 0,466 тис.                 | 30,61      | село Волковичи         |
| Грязенятське сільське поселення  | 0,65 тис.                  | 118        | село Грязенять         |
| Єкімовицьке сільське поселення   | 2,087 тис.                 | 70         | село Єкімовичи         |
| Єпішевське сільське поселення    | 0,465 тис.                 | 62         | село Єпішево-2         |
| Жаринське сільське поселення     | 1,055 тис.                 | 118,9      | село Жаринь            |
| Івановське сільське поселення    | 0,609 тис.                 | 80,83      | село Івановське        |
| Кириловське сільське поселення   | 2,778 тис.                 | 131,9      | село Малі Кирили       |
| Костирівське сільське поселення  | 0,522 тис.                 | 234        | село Костирі           |
| Крапивенське сільське поселення  | 0,942 тис.                 | 101,27     | село Крапивна          |
| Лісниковське сільське поселення  | 0,855 тис.                 | 54,52      | село Лісники           |
| Липовське сільське поселення     | 1,046 тис.                 | 68,35      | село Липовка           |
| Любовське сільське поселення     | 1,34 тис.                  | 129,8      | село Коски             |
| Остерське сільське поселення     | 3,811 тис.                 | 4,8        | село Остер             |
| Перенське сільське поселення     | 1,18 тис.                  | 60,13      | село Перенка           |
| Пригор'ївське сільське поселення | 1,086 тис.                 | 173        | село Пригори           |
| Рославльське сільське поселення  | 0,947 тис.                 | 95,3       | село Крапивенський-1   |
| Савеєвське сільське поселення    | 0,577 тис.                 | 80,23      | село Савеєво           |
| Сирокоренське сільське поселення | 0,627 тис.                 | 80,23      | село Новоселки         |
| Хорошовське сільське поселення   | 0,721 тис.                 | 122,89     | село Хорошово          |